# Аш-Шатти, Хабиб
аль-Хабиб аш-Шатти (араб. الحبيب الشطي‎; 9 августа 1916, Мсакен, протекторат Тунис — 6 марта 1991, Тунис, Тунис) — тунисский дипломат и государственный деятель, министр иностранных дел Туниса (1974—1977).

## Биография
В конце 1930-х гг. окончил Колледж Садики и начал работать журналистом, а затем был назначен главным редактором журнала Assabah.
В 1955 г. он был назначен директором по информации в правительстве Туниса.
В 1956 г. избран депутатом и утвержден заместителем председателя Национального собрания Туниса.
В 1958 г. ему было присвоено звание посла:
- 1957—1959 гг. — посол в Ливане и Ираке,
- 1959—1962 гг. — посол в Сирии, Турции, Иране,
- 1962—1964 гг. — посол в Великобритании,
- 1964—1970 гг. — посол в Марокко и Алжире,
- 1970—1972 гг. — посол в Алжире.

В 1972 г. утвержден в должности главы кабинета президента Хабиба Бургибы.
В 1974—1977 гг. — министр иностранных дел Туниса.
В 1955 г. был избран в Национальный совет «Нео-Дестур», член Центрального комитета и Политбюро Социалистической партии «Дестур» (1974—1977).
В 1980—1984 гг. — Генеральный секретарь Организации Исламская конференция (ОИК). В качестве генерального секретаря он участвовал в Международном симпозиуме по общим принципам, формам и темам исламского искусства в 1983 г.